# Dannie Heineman
Dannie N. Heineman (Charlotte, 23 novembre 1872 – New York, 31 gennaio 1962) è stato un ingegnere, imprenditore e filantropo statunitense.
Figlio di padre americano (James Heineman) e madre tedesca (Minna), fece i primi studi negli Stati Uniti, ma dopo la morte del padre andò con la madre in Germania, dove nel 1895 si laureò in ingegneria elettrotecnica all'Università di Hannover. Lavorò poi per la Union Elektrizitaets-Gesellschaft (UEG) di Berlino, una società associata alla General Electric, con molti dirigenti americani. Dopo due anni di lavoro amministrativo, lavorò per quattro anni nell'elettrificazione di linee tramviarie e funicolari di varie città in Belgio, Germania e Italia.  
Nel 1901 la UEG acquisì il pacchetto di maggioranza della società belga Union Electric, e nominò Heineman come suo direttore. Nel 1905, quando Heineman stava pensando di tornare negli Stati Uniti, fu invitato a dirigere una società finanziaria creata nel 1898 da un gruppo di banche belghe, la Société Financière de Transports et d'Entreprises Industrielles (SOFINA). Rimase a capo della società per 50 anni, fino al suo ritiro nel 1955. In questo periodo la Sofina crebbe fino a diventare una della maggiori società del mondo nel settore della costruzione e gestione di linee elettrificate per mezzi pubblici di trasporto. La società estese il suo campo di azione anche alla costruzione di centrali elettriche e reti di distribuzione elettrica in varie parti del mondo. Per premiare la sua abilità di amministratore, nel 1926 l'università di Colonia gli conferì una laurea Ad Honorem in filosofia.  
Heineman si occupò anche di migliorare le condizioni economiche e sociali del Belgio, paese in cui risiedeva da molti anni. Durante la prima guerra mondiale fu tra i principali organizzatori del Comité National de Secours et d'Alimentation del Belgio. In riconoscimento del suo impegno per cause umanitarie, il governo belga gli concesse l'onorificenza di Gran Croce dell'Ordine di Leopoldo II, e più tardi di Grand'Ufficiale dell'Ordine di Leopoldo, il più alto dei tre ordini nazionali belgi.  
Nel 1939 Heineman riuscì a convincere il governo del Lussemburgo ad aprire le frontiere a circa 100 famiglie ebree tedesche perseguitate dal  regime nazista. L'argomento persuasivo fu che gli alberghi del Lussemburgo erano vuoti, ed egli si sarebbe preso carico di pagare l'alloggio e di dare loro somme di denaro bastanti per vivere, così da non creare problemi di occupazione ai lavoratori lussemburghesi. L'accordo funzionò fino al 10 maggio 1940, quando i tedeschi invasero il Belgio. In quel giorno venne fatto un ultimo pagamento di sei mesi alle famiglie. 
Le sue esperienze personali lo resero un assertore della responsabilità umana dei più abbienti nei confronti dei meno fortunati, e dedicò molto del suo tempo ad organizzare attività filantropiche. Insieme alla moglie fondò la Heineman Foundation for Research, Educational, Charitable and Scientific Purposes, Inc., nota brevemente come Heineman Foundation. 
Per incoraggiare la ricerca nel campo della fisica matematica, nel 1959 la fondazione istituì il Premio Dannie Heineman per la fisica matematica, gestito dalla American Physical Society e dall'American Institute of Physics con fondi donati dalla fondazione. Nel 1979 la fondazione istituì il Premio Dannie Heineman per l'astrofisica, gestito dalla American Astronomical Society e dall'American Institute of Physics.